# Ха Чхан Док
Ха Чхан Док (кор. 하 창덕; род. 5 февраля 1982, Южная Корея) — южнокорейский фехтовальщик-рапирист, участник летних Олимпийских игр 2004 года.

## Спортивная биография
В 2004 году Ха Чхан Док принял участие в летних Олимпийских играх в Афинах. Корейский рапирист выступил в индивидуальном и в командном турнирах. В личном первенстве Ха Чхан Док в первом поединке победил Юрия Молчана 15:13, но уже во втором раунде уступил итальянцу Сальваторе Санцо. В командном турнире сборная Южной Кореи с Ха Чхан Доком в составе заняла 7-е место.